# 职贡图
在古代中國，職貢圖用來記載周邊國家進貢時各進貢使者的特點。
南朝梁蕭繹的《職貢圖》為傳世最早的職貢圖，原作創於526年－539年间，現存為宋人摹本的殘卷。右到左：滑嚈噠人、波斯、百济、龟兹、倭（日本）、狼牙脩、鄧至、周古柯、呵跋檀、胡蜜丹、巴伊提、且末。
傳唐阎立本的《职贡图》描绘唐太宗时婆利、罗刹与林邑国等前来朝贡的景象。苏轼题画诗阎立本《职贡图》：贞观之德来万邦，浩如沧海吞河江。音容伧狞服奇魇，横绝岭海逾涛泷。珍禽瑰产争牵扛，名王解辫却盖幢。粉本遗墨开明窗，我喟而作心未降。魏徵封伦恨不双。

## 歷代職貢圖
| 作者   | 年代         | 品名                 | 現藏                 | 舊題作者 |
| ------ | ------------ | -------------------- | -------------------- | -------- |
| —      | 南朝梁       | 《職貢圖》（宋摹本） | 中國國家博物館       | 蕭繹     |
| —      | 唐朝、北宋間 | 《職貢圖》           | 國立故宮博物院       | 閻立本   |
| —      | 唐朝、北宋間 | 《蠻夷執貢圖》       | 國立故宮博物院       | 周昉     |
| 任伯温 | 元朝         | 《職貢圖》           | 舊金山亞洲藝術博物館 |          |
| —      | 明朝         | 《职贡图·女直国》    |                      |          |
| 金廷標 | 清朝         | 《職貢圖》           |                      |          |
| 謝遂   | 清朝         | 《職貢圖》           | 國立故宮博物院       |          |
| 門慶安 | 清朝         | 《皇清職貢圖》       | 國立故宮博物院       |          |

## 外部連結
- 賴毓芝：〈圖像帝國：乾隆朝《職貢圖》的製作與帝都呈現〉 （页面存档备份，存于）（2012）